# 羅克波特科勒尼
羅克波特科勒尼（英語：Rockport Colony）是位於美國蒙大拿州提頓縣的普查規定居民點。

## 人口
根據2020年美國人口普查的數據，羅克波特科勒尼的面積為0.57平方千米，皆為陸地。當地共有人口0人，而人口密度為每平方千米0人。